# Le Retour
Le Retour er en fransk film fra 2023 af Catherine Corsini.

## Medvirkende
- Aïssatou Diallo Sagna som Khédidja
- Suzy Bemba som Jessica
- Esther Gohourou som Farah
- Lomane de Dietrich som Gaïa
- Harold Orsoni som Orso
- Cédric Appietto som Marc-Andria
- Marie-Ange Geronimi som Michelle
- Virginie Ledoyen som Sylvia
- Denis Podalydès som Marc